# Carnival of Sins Live
Albums de Mötley Crüe
Red, White and Crüe
Carnival of Sins Live est un album double live du groupe de heavy metal Mötley Crüe regroupant les chansons jouées live dans le cadre de la tournée du même nom: Carnival of Sins. L'enregistrement fut fait à Grand Rapids et est sorti en 2006 sous le propre label du groupe, Mötley Records. L'album audio est aussi offert sous forme vidéo en DVD. Wal-Mart à une version de l'album double exclusive qui est offerte tout simplement en deux albums simples: Carnival of Sins Vol. 1 & 2.

## Les titres

### Disque 1
1. "Shout at the Devil"
2. "Too Fast for Love"
3. "Ten Seconds to Love"
4. "Red Hot"
5. "On With the Show"
6. "Too Young to Fall in Love"
7. "Looks That Kill"
8. "Louder Than Hell"
9. "Live Wire"
10. "Girls, Girls, Girls"
11. "Wild Side"

### Disque 2
1. "Don't Go Away Mad (Just Go Away)"
2. "Primal Scream"
3. "Glitter"
4. "Without You"
5. "Home Sweet Home"
6. "Dr. Feelgood"
7. "Same Ol' Situation"
8. "Sick Love Song"
9. "If I Die Tomorrow"
10. "Kickstart My Heart"
11. "Helter Skelter"
12. "Anarchy in the UK"

## Personnel
- Vince Neil - Chant
- Mick Mars - Guitare
- Nikki Sixx - Basse
- Tommy Lee - Batterie